# Nefelometri
Nefelometri är ett sätt att mäta ljusspridning i en gas eller vätska, vanligtvis via en nefelometer.
Metoden tar vara på principen att ljus sprids olika beroende på gasens eller vätskans partikelstorlek, partikelform och partikelantal. Även ljusets spridning på grund av olika frekvenser är viktigt, kortvågigt ljus (exempelvis blått) sprids kraftigare än vad långvågigt gör (exempelvis rött). Detta är bland annat anledningen till att himlen är blå, då det blåa ljuset har spridits mot luftmolekylerna.
Rent praktiskt så kan denna metod användas på laboratorier när man är intresserad av exempelvis en vätskas grumlighet, som kan vara en bakterie- eller cellsuspension. Då skjuter man en laser- eller annan ljusstråle in i en kyvett, är då vätskan grumlig så kommer ljuset att spridas proportionellt gentemot grumligheten. 
Partikelkoncentrationen kan beräknas med formeln:
c = k × Is / I
där c är partikelkoncentrationen, k en konstant, Is det spridda ljusets intensitet och I det inkommande ljusets intensitet.